# Cuphea disperma
Cuphea disperma är en fackelblomsväxtart som beskrevs av Emil Bernhard Koehne. Cuphea disperma ingår i släktet blossblommor, och familjen fackelblomsväxter. Inga underarter finns listade i Catalogue of Life.